# Engelse Werk

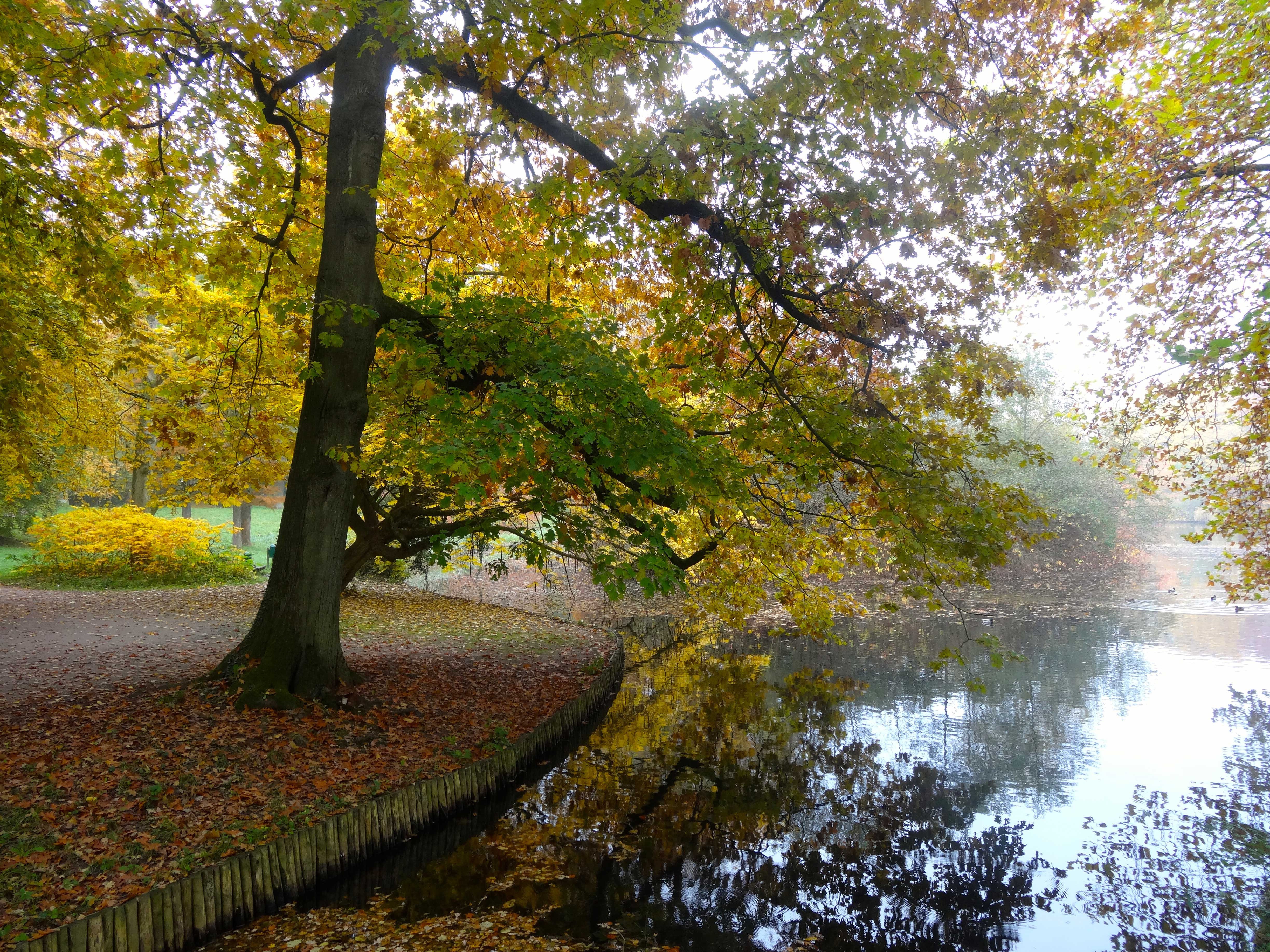
Engelse Werk

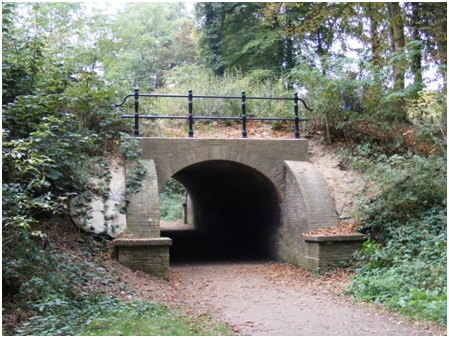
Tunneltje in het Nieuwe Werk

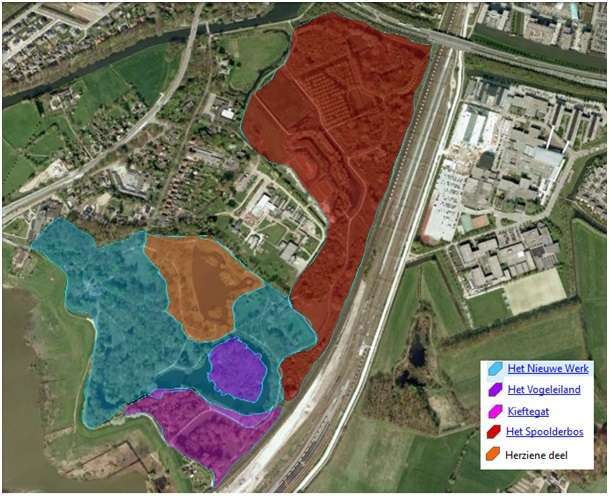
Kaart van het Engelse Werk en omgeving

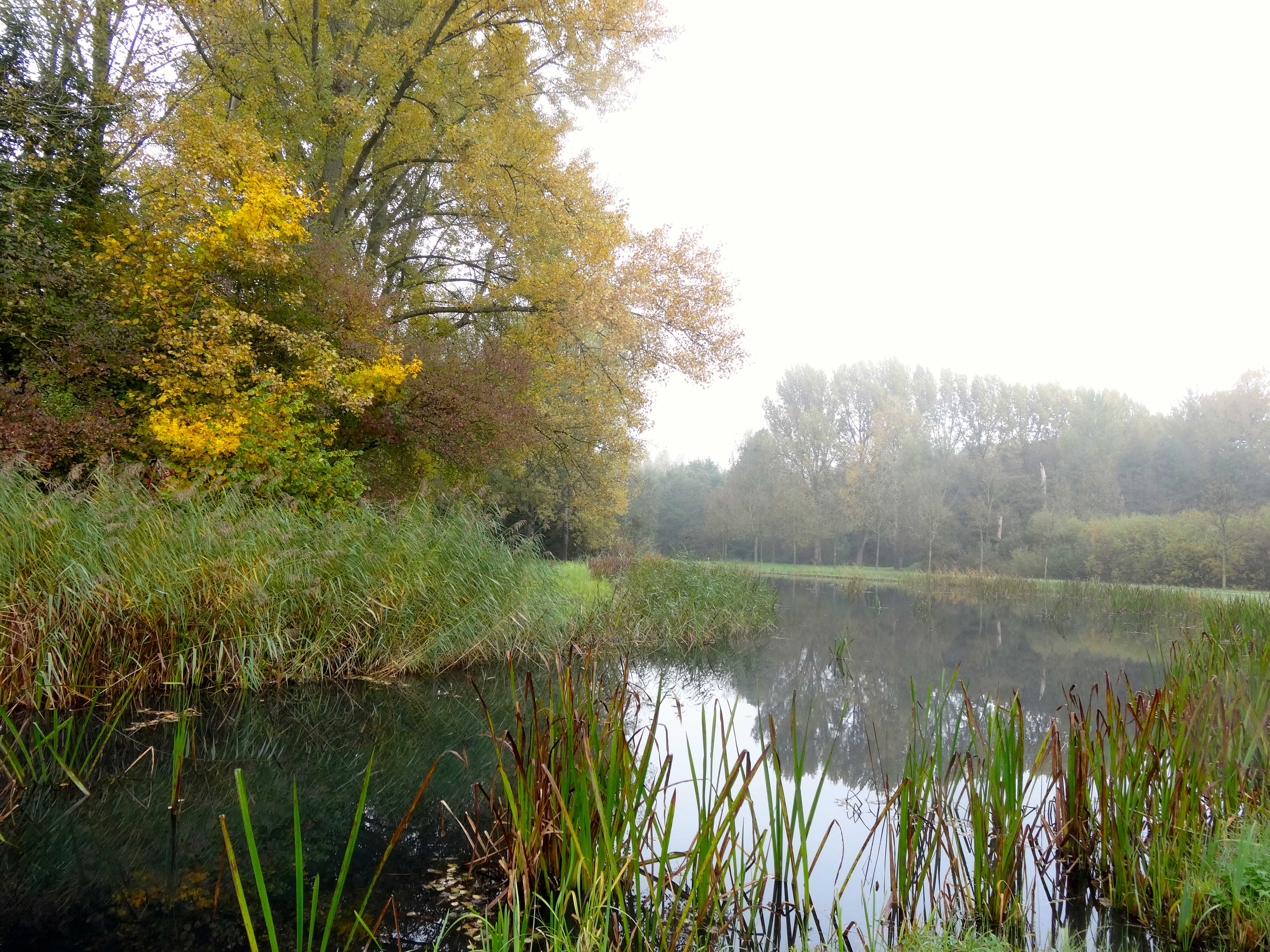
Spoolderbos

Het Engelse Werk is een park dat rond 1828 werd aangelegd bij de Nederlandse stad Zwolle. Op voormalige vestingwerken werd een ontwerp in romantische Engelse landschapsstijl van waarschijnlijk Hendrik van Lunteren gerealiseerd. Het wandelpark ligt ten zuidwesten van de stad in de buurtschap Spoolde, direct achter de Katerveerdijk, de winterdijk van de rivier de IJssel. Het Engelse Werk is vanwege de status van voormalig vestingwerk een rijksmonument.

## Geschiedenis

### Verdedigingslinie
Aan het einde van de zestiende eeuw werd in het open gebied tussen de IJssel en de ommuurde stad Zwolle een verdedigingslinie opgeworpen bestaande uit een aarden wal met een brede sloot. Deze werd in de loop van de 17e eeuw sterk uitgebreid en kreeg toen de naam Het Nieuwe Werk. Het bestond uit schansen en andere versterkingen. De twee hoornwerken die er op advies van Menno van Coehoorn kwamen waren verbonden door een gemetselde tunnel die nog in het park aanwezig is. In 1790 hield Zwolle op vestingstad te zijn. Een deel van de verdedigingslinie werd vergraven voor de Willemsvaart die in 1819 werd geopend. Bij de Luurderschans was van 1722-1980 het 'Joodse Kerkhof' ingericht.

### Wandelplaats
Het gebied met de verdedigingswerken kwam in 1809 ter beschikking van de gemeente Zwolle. In 1828 begon men er met de aanleg van een wandelplaats. Het Nieuwe Werk kreeg nu de naam Engelse Werk vanwege de toepassing van de Engelse landschapsstijl. Delen van de voormalige vestingwerken zijn in het park nog terug te vinden. In 1862 werd de spoorweg richting Amersfoort aangelegd, hiertoe kwam ter hoogte van de aanleg een overbrugging van de IJssel. Een deel de wandelgelegenheid kwam hierdoor ten oosten van de spoorbaan te liggen. Het werd in 1886 verkocht en veranderd in weilanden. Aan de andere zijde van het spoor kwam na 1874 een uitbreiding naar ontwerp van Dirk Wattez. Er werd onder meer een grote vijver met boseilandjes aangelegd. In het park is bij de dijk al sinds de negentiende eeuw een populaire uitspanning gevestigd, vroeger was daar ook een openluchttheater.

## Park
Het Engelse Werk kent een gevarieerde bodemgesteldheid met rivierklei, veen in de lagere delen en zand op de hogere. De overblijfselen van de oude vestingwerken maken dat er veel variatie in bodemreliëf is. Het Vogeleiland dateert uit de tijd van de eerste aanleg. De brug die het vroeger voor recreanten toegankelijk maakte is afgebroken, het is sindsdien uitsluitend rust- en broedgebied voor vogels. Onder andere de ijsvogel is een vaste bewoner. Het Kieftegat is een moerassig stuk grond dat in 1908 aan het park werd toegevoegd. Er is een grote variatie aan plantengroei. Het gebied kent continu een hoge grondwaterstand en bij hoogwater in de rivier staat het gebied blank door kwelwater. Met een bruggetje en een wandelpad is het verbonden met de rest van het Engelse Werk.

### Spoolderbos
Het 20 hectare grote Spoolderbos grenst aan het Engelse Werk. Dit parkbos is aangelegd in een bestaand waterwingebied ter gelegenheid van de viering van 750 jaar Zwolse stadsrechten in 1980. Vierduizend Zwollenaren financierden een boom of struik en plantten die eigenhandig. Direct naast het park staan de waterbehandelingsinstallaties van waaruit Zwolle en wijde omgeving van drinkwater wordt voorzien. Een klein deel is elzenbroekbos dat al bestond voor de aanleg. In de zogenoemde natuurtuin annex botanische tuin zijn slootjes, poelen, dijkjes en dammetjes. Daar groeit een grote verscheidenheid aan stroomdalplanten. Bij het parkbos ligt een langgerekte spoelvijver voor berging van residuen die achterblijven na de waterfiltrering. Het Horreüs de Haaspad is een breed wandelpad dat door het hele Spoolderbos loopt en via het Engelse Werk naar de IJsseldijk, het verbindt tevens de aanwezige waterwinputten. Het pad dankt zijn naam aan de Zwolse predikant Horreüs de Haas, een natuurliefhebber.

### Waterwingebied
Het Engelse Werk en omliggende gebieden zijn waterwingebied. In 1952 werd het pompstation 'Engelse Werk' van Waterleiding Maatschappij Overijssel (later Vitens) in gebruik genomen. Sinds 2015 is hier ook het hoofdkantoor van Vitens gevestigd.

### Uiterwaard
Aan de westzijde van het Engelse Werk ligt aan de andere kant van de rivierdijk een uiterwaard die door Staatsbosbeheer wordt beheerd als natte natuur. Het is Natura 2000-gebied. Er bevindt zich sinds ca. 2010 een bewoonde beverburcht en voor vogelliefhebbers is er een kijkhut. Vanwege de werken ten behoeve van Ruimte voor de rivier moest het in 2015 opnieuw worden ingericht.
Archenaultplantsoen · Azaleapark · Badhuiswal - Noordereiland · Broerenkerkplein · De Dobbe · Engelse Werk · Groen assenkruis Holtenbroek · Ittersumerpark · Van Nahuysplein · Nooterhof · Oldenelerpark · Park Aa-landen · Park Eekhout · Park Gerenbroek · Park Gerenlanden · Park Hogenkamp · Park Ittersumerlanden · Park de Wezenlanden · Ter Pelkwijkpark · Twistvlietpark · Potgietersingel · Prins Clauspark · Schellerpark · Stinspark · Oude Weteringzone · Wijkpark Berkum · Zwarte waterpark Holtenbroek · Zwarte waterpark Stadshagen